# José Miñones
José Miñones Bernárdez, más conocido como Pepe Miñones (Corcubión, 1900-La Coruña, 1936), fue un abogado, empresario y político republicano español. Miembro del Partido Radical primero y de Unión Republicana después, fue diputado por la provincia de La Coruña durante las dos últimas legislaturas de la Segunda República Española. Fue fusilado por los sublevados en los inicios de la guerra civil española.

## Biografía

### Empresario
En 1928 se trasladó a Úbeda (Jaén) como director de una empresa ferroviaria que se convertiría en una de las más importantes del sector. Durante su estancia en Andalucía fundó también varias empresas de diferentes sectores. En 1930 era consejero de siete grandes empresas a nivel nacional, y en 1932 fundó Electra Popular Coruñesa, con el objetivo de producir y suministrar energía eléctrica a la provincia de La Coruña.

### Carrera política
Militante del Partido Republicano Radical, fue elegido diputado por la provincia de La Coruña en las elecciones generales de 1933.
Seguidor de Martínez Barrio, pasó con él al Partido Radical Demócrata y luego a Unión Republicana, por cuyas siglas fue elegido diputado en las elecciones generales de 1936, en las candidaturas del Frente Popular, por la misma circunscripción. En estas elecciones, obtuvo 153.867 votos de 294.253 emitidos, siendo Emilio González López de Izquierda Republicana el candidato más votado de su circunscripción. En las Cortes defendió la ampliación de la línea ferroviaria en Galicia.
Tras las elecciones de febrero de 1936 fue nombrado gobernador civil de La Coruña en funciones y durante su mandato evitó que fueran quemados por la multitud dos conventos y una iglesia de los jesuitas, por lo que se ganó el agradecimiento de la iglesia local. Además protegió a varios derechistas. Cuando tuvo conocimiento del asesinato de José Calvo Sotelo pidió que su partido Unión Republicana se retirara del Frente Popular.

### Guerra Civil

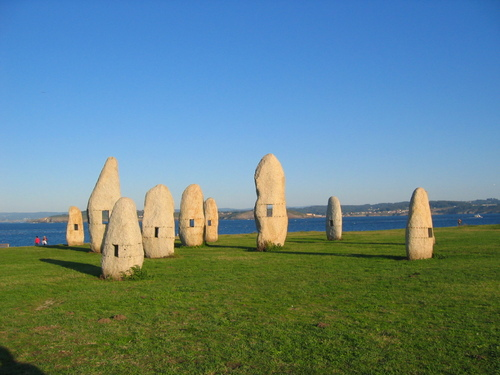
"Menhires por la Paz", monumento en el Campo de la Rata realizado por Manolo Paz.

En julio de 1936 fue hecho prisionero por los sublevados en La Coruña, encarcelado, juzgado por rebelión y condenado a muerte y al pago de una multa de un millón de pesetas. Además, se le expropiaron todas sus empresas, una de las cuales, Electra Popular Coruñesa se fusionó con la Fábrica de Gas y Electricidad del franquista Pedro Barrié de la Maza, dando lugar a Fenosa. 
Fue fusilado en el Campo de la Rata coruñés, el 2 de diciembre de 1936.
Según Paul Preston, en su final «subyacía una oscura historia de envidia personal en su pueblo natal, Corcubión, que implicaba al teniente de la Guardia Civil, Rodrigo Santos Otero».
Su sobrino nieto José Manuel Miñones alcanzó en marzo de 2023 el cargo de ministro de Sanidad de España.